# الساندرو فری
الساندرو فری (انگلیسی: Alessandro Ferri; ۲۵ فوریهٔ ۱۹۲۱ – 2003) بازیکن فوتبال اهل ایتالیا بود.
از باشگاه‌هایی که در آن بازی کرده‌است می‌توان به باشگاه فوتبال رجینا، باشگاه فوتبال آ.اس. رم، و باشگاه ورزشی لاتزیو اشاره کرد.